# Chomiąża (Głubczyce)
Chomiąża  (deutsch Komeise, auch Comeise oder Preussisch Comeise, tschechisch Chomýž) ist ein Ort in der Stadt- und Landgemeinde Głubczyce im Powiat Głubczycki der Woiwodschaft Opole in Polen.

## Geographie

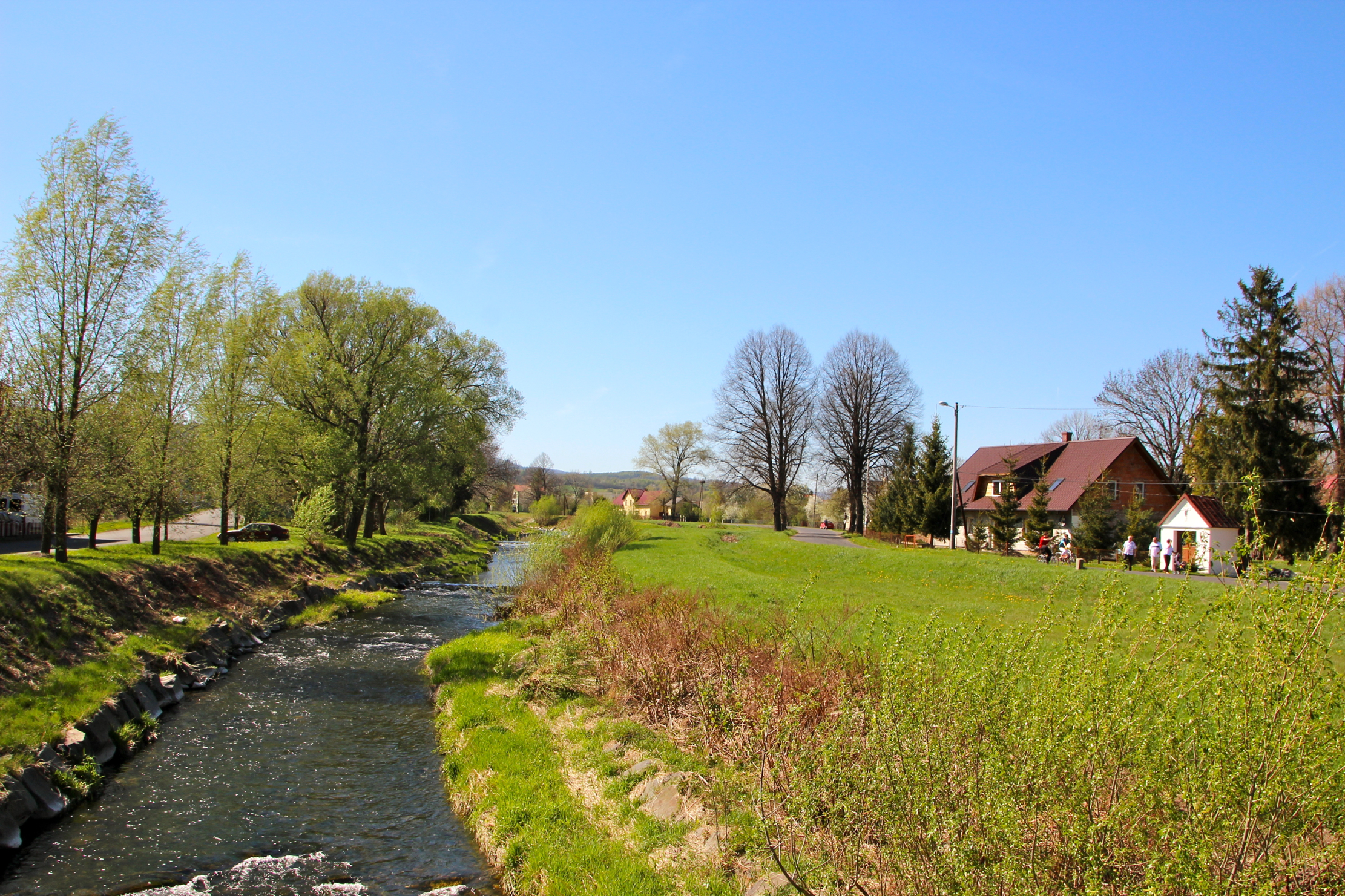
Die Goldoppa in Chomiąża

Das Waldhufendorf Chomiąża liegt 17 Kilometer südwestlich von Głubczyce (Leobschütz) und 80 Kilometer südwestlich von Opole (Oppeln)  Nizina Śląska (Schlesische Tiefebene) unmittelbar an der Grenze zu Tschechien am rechten Ufer der Goldoppa (Opawica). Zusammen mit Chomýž, heute ein Stadtteil von Krnov, von dem es durch die polnisch-tschechische Landesgrenze getrennt ist, bildete es einst einen gemeinsamen Ort. Chomiąża  liegt im Landschaftsschutzgebiet Mokre – Lewice.
Nachbarorte von Chomiąża sind im Nordwesten Krasne Pole (Schönwiese), im Südosten Krnov (Jägerndorf) und im Süden der Krnover Stadtteil Chomýž (Komeise).

## Geschichte

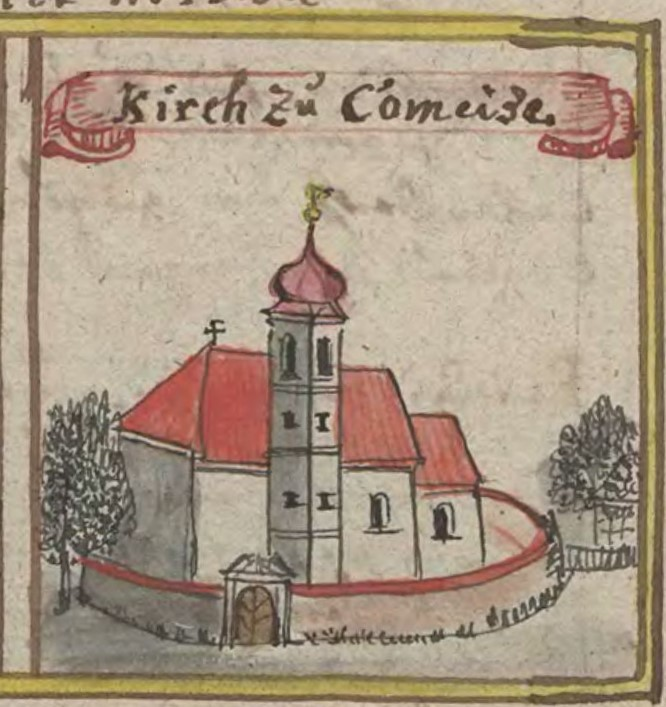
Kirche in Komeise –- Zeichnung aus dem 18. Jahrhundert

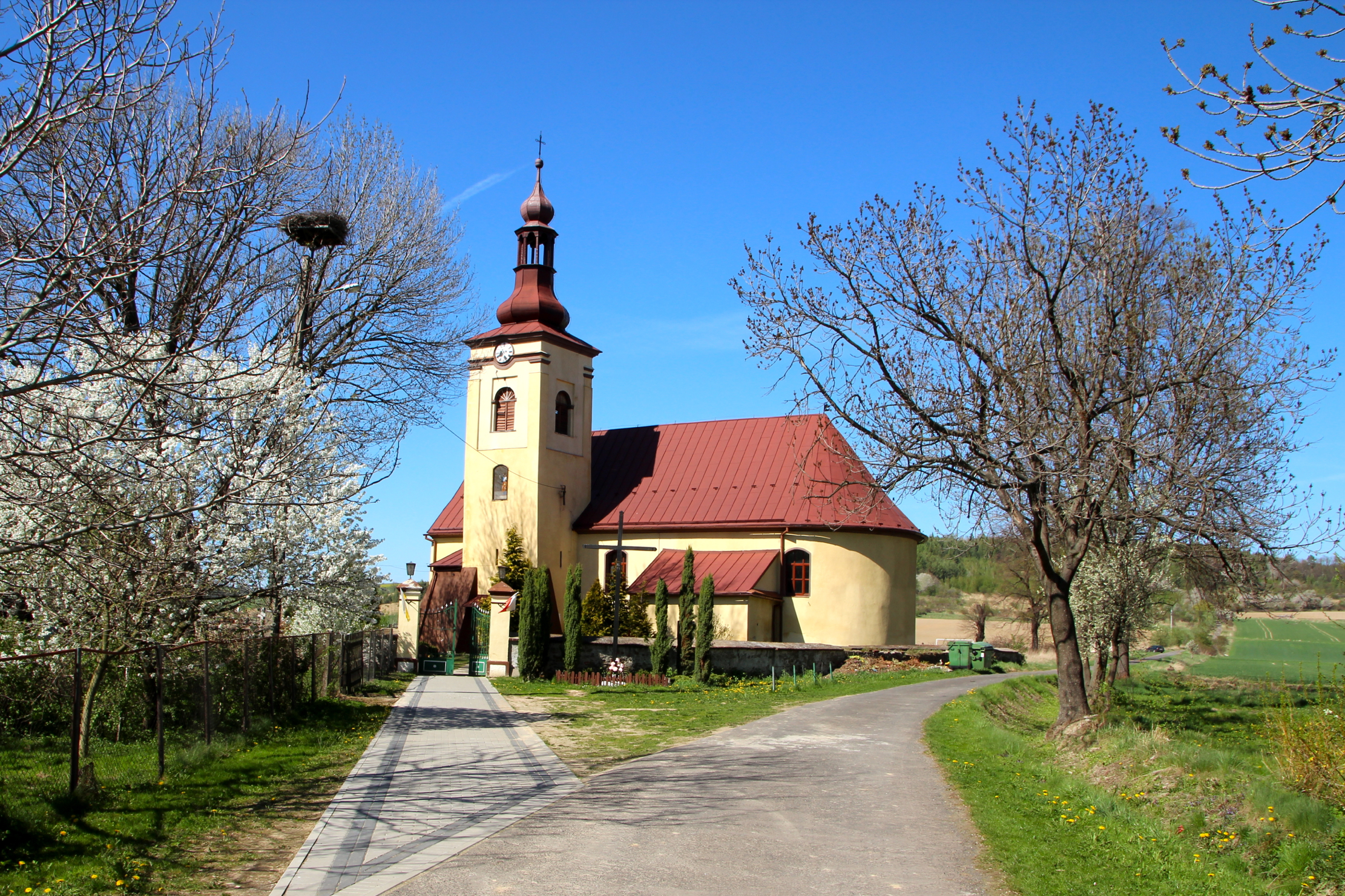
Johannes-der-Täufer-Kirche

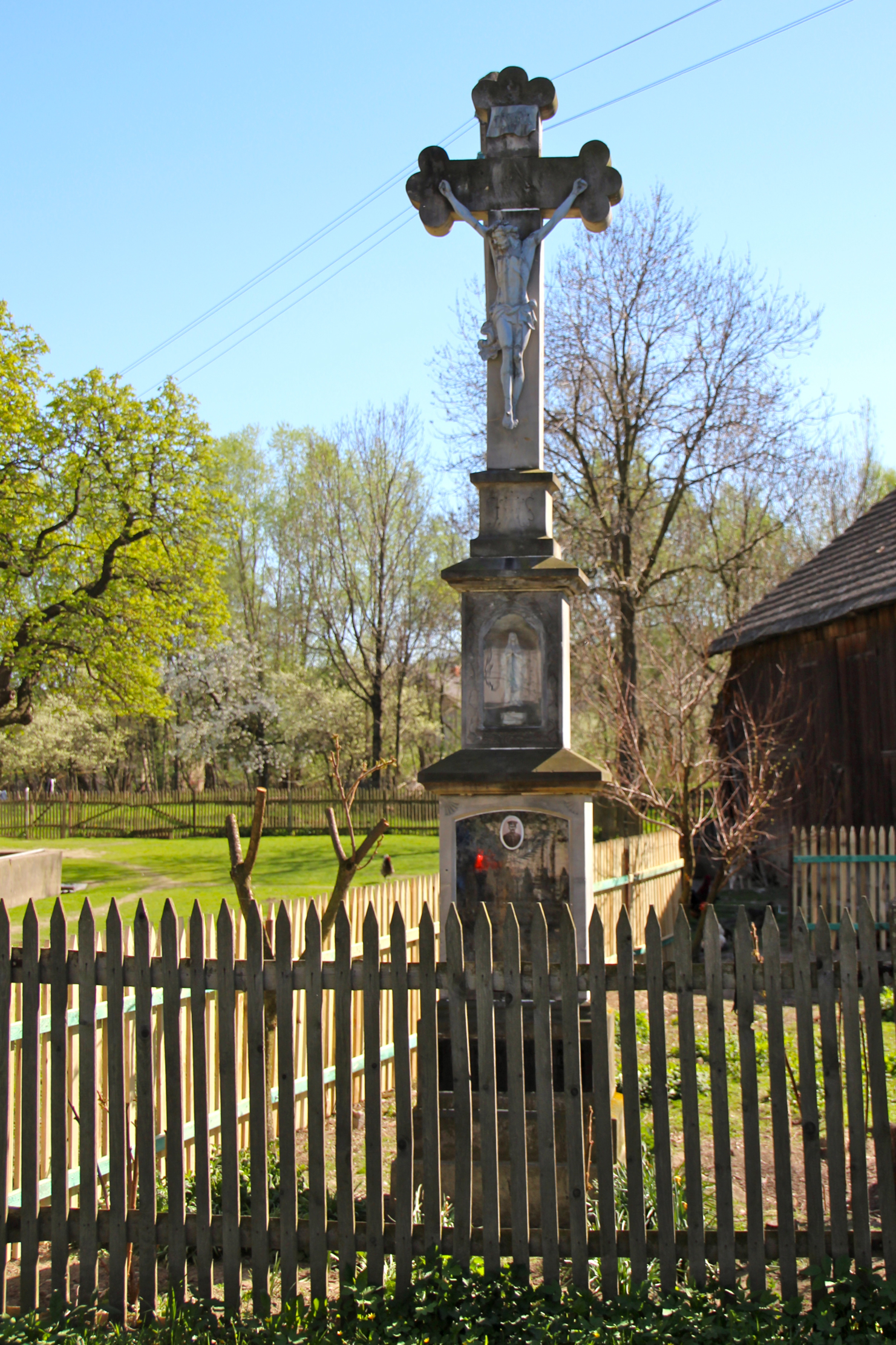
Wegekreuz

Der Ort wurde 1279 erstmals erwähnt. Mit Einzug der Reformation wurden die Bewohner Mitte des 16. Jahrhunderts protestantisch. 1575 wurde im Ort eine Kirche errichtet. 1632 wurde das Dorf wieder katholisch.
Nach dem Ersten Schlesischen Krieg 1742 fiel Komeise mit dem größten Teil Schlesiens an Preußen. Im Vorfrieden von Breslau (1742) wurde vereinbart, dass Österreich Nieder- und Oberschlesien bis zur Oppa und der Goldoppa abtreten muss. Der südliche Teil von Komeise am linken Ufer der Goldoppa verblieb bei Österreichisch-Schlesien.
Nach der Neugliederung der Provinz Schlesien gehörte die Landgemeinde Komeise ab 1816 zum Landkreis Leobschütz, mit dem sie bis 1945 verbunden blieb. 1845 bestanden im Dorf eine katholische Kirche, eine katholische Schule, eine Wassermühle und 81 Häuser. Die Einwohnerzahl lag damals bei 585, davon zwei evangelisch und drei jüdisch. 1861 zählte Komeise neun Bauern, 28 Gärtner- und 28 Häuslerstellen sowie eine Wassermühle und einen Basalt-Steinbruch. 1874 wurde der Amtsbezirk Geppersdorf gebildet, der die Landgemeinden Comeise, Geppersdorf und Schönwiese und die Gutsbezirke Geppersdorf und Schönwiese umfasste.
Bei der Volksabstimmung in Oberschlesien am 20. März 1921 stimmten in Komeise 426 Personen für einen Verbleib bei Deutschland und 0 für Polen. Komeise verblieb wie der gesamte Stimmkreis Leobschütz beim Deutschen Reich. 1933 zählte der Ort 459 Einwohner, 1939 wiederum 403. Bis 1945 gehörte der Ort zum Landkreis Leobschütz.
Seit 1945 gehört der bis dahin deutsche Ort zu Polen und wurde in Chomiąża umbenannt und der Woiwodschaft Schlesien angeschlossen. Am 5. August 1946 wurde die deutsche Bevölkerung des Ortes größtenteils vertrieben. 1950 wurde Chomiąża der Woiwodschaft Oppeln zugeteilt. 1999 wurde es Teil des wiedergegründeten Powiat Głubczycki.

## Sehenswürdigkeiten
- Die römisch-katholische Johannes-der-Täufer-Kirche (Kościół św. Jana Chrzciciela) entstand ab 1575 zunächst als protestantisches Gotteshaus. Nach der Gegenreformation wurde sie den Katholiken zurückgegeben. 1819 entstand ein Neubau unter Beibehaltung des Kirchturms. Ende der 1990er Jahre wurde der Kirchenbau saniert.[3] Seut 1966 steht die Kirche unter Denkmalschutz.[9]

## Vereine
- Freiwillige Feuerwehr OPS Chomiąża
- Fußballverein Fortuna Chomiąża